# Copa de Italia femenina de balonmano
La Copa de Italia femenina de balonmano es una competición de balonmano de clubes femenino, fundada en 1987.
Se celebra anualmente y, por lo general, participan los clubes que compiten en la primera división del balonmano femenino en Italia.
Hasta el año 2024 se han disputado treinta y tres ediciones de la copa. Con seis títulos, ASD HC Sassari y DOP Salerno son los equipos que ostentan el récord de éxitos en esta competición; Detrás de ellos siguen Jomsa Rimini y Amatori Conversano con cuatro.
El actual equipo campeón es el AC Life Style Handball Erice.

## Palmarés
| Edición | Ganador              |
| ------- | -------------------- |
| 1987-88 | Cassano Magnago      |
| 1992-93 | Cassano Magnago      |
| 1993-94 | Rimini storico       |
| 1994-95 | Cassano Magnago      |
| 1995-96 | Rimini storico       |
| 1996-97 | Rimini storico       |
| 1997-98 | De Gasperi           |
| 1998-99 | Rimini storico       |
| 1999-00 | De Gasperi           |
| 2000-01 | ASD Handball Messina |
| 2001-02 | Sassari              |
| 2002-03 | Sassari              |
| 2003-04 | Handball Salerno     |
| 2004-05 | Sassari              |
| 2005-06 | Sassari              |
| 2006-07 | Dossobuono           |

| Edición | Ganador            |
| ------- | ------------------ |
| 2007-08 | Bancole            |
| 2008-09 | PDO Salerno        |
| 2009-10 | Sassari            |
| 2010-11 | Sassari            |
| 2011-12 | PDO Salerno        |
| 2012-13 | PDO Salerno        |
| 2013-14 | PDO Salerno        |
| 2014-15 | Amatori Conversano |
| 2015-16 | Amatori Conversano |
| 2016-17 | Amatori Conversano |
| 2017-18 | Amatori Conversano |
| 2018-19 | PDO Salerno        |
| 2019-20 | PDO Salerno        |
| 2020-21 | Oderzo             |
| 2021-22 | SSV Brixen         |
| 2022-23 | Handball Erice     |
| 2023-24 | Handball Erice     |
| 2024-25 | Handball Erice     |

## Resumen de victorias por club
| Número | Club                 | Año                                                  |
| ------ | -------------------- | ---------------------------------------------------- |
| 6      | Sassari              | 2001-02, 2002-03, 2004-05, 2005-06, 2009-10, 2010-11 |
| 6      | PDO Salerno          | 2008-09, 2011-12, 2012-13, 2013-14, 2018-19, 2019-20 |
| 4      | Rimini storico       | 1993-94, 1995-96, 1996-97, 1998-99                   |
| 4      | Amatori Conversano   | 2014-15, 2015-16, 2016-17, 2017-18                   |
| 3      | Cassano Magnago      | 1987-88, 1992-93, 1994-95                            |
| 3      | Handball Erice       | 2022-23, 2023-24, 2024-25                            |
| 2      | De Gasperi           | 1997-98, 1999-00                                     |
| 1      | Oderzo               | 2020-21                                              |
| 1      | SSV Brixen           | 2021-22                                              |
| 1      | Bancole              | 2007-08                                              |
| 1      | Dossobuono           | 2006-07                                              |
| 1      | Handball Salerno     | 2003-04                                              |
| 1      | ASD Handball Messina | 2000-01                                              |